# نروجین داون
نروجین داون (به انگلیسی: Norwegian Dawn) یک کشتی است که طول آن ۲۹۲ متر (۹۵۸ فوت) و ارتفاع آن ۵۹٫۵ متر (۱۹۵٫۲ فوت) می‌باشد. این کشتی در سال ۲۰۰۲ ساخته شد.